# Shūr Kand
Shūr Kand (persiska: شور كَند, شور کند) är en ort i Iran.   Den ligger i provinsen Västazarbaijan, i den nordvästra delen av landet, 600 km väster om huvudstaden Teheran. Shūr Kand ligger 1 305 meter över havet och antalet invånare är 347.
Terrängen runt Shūr Kand är huvudsakligen platt, men österut är den kuperad.Runt Shūr Kand är det ganska tätbefolkat, med 185 invånare per kvadratkilometer. Närmaste större samhälle är Urmia, 7,3 km söder om Shūr Kand. Trakten runt Shūr Kand består till största delen av jordbruksmark.